# BMW E28
BMW E28 (eller BMW 5-serie) är en personbil, tillverkad av den tyska biltillverkaren BMW mellan 1981 och 1988.

## BMW E28
Den andra generationens 5-serie introducerades sommaren 1981. Tekniskt och utseendemässigt var den en vidareutveckling av företrädaren E12. E28:an var den första BMW som erbjöds med dieselmotor. I Sverige erbjöds till en början enbart 518i och toppmodellen 528i, eftersom dessa båda motorer var anpassade för den specifika svenska avgasreningen. Sedermera tillkom 535i och även andra modeller.
Hösten 1984 introducerades toppversionen M5 med motor från M1:an.

## Motor
| Modell | Årsmodell | Motor                    | Cylindervolym | Effekt                 | Bränslesystem      | Anmärkning          |
| ------ | --------- | ------------------------ | ------------- | ---------------------- | ------------------ | ------------------- |
| 518    | 1982-84   | M10: 4-cyl radmotor SOHC | 1766 cm³      | 90 hk                  | Enkel förgasare    |                     |
| 518i   | 1982-87   | M10: 4-cyl radmotor SOHC | 1766 cm³      | 102-105 hk             | Bränsleinsprutning | Endast export 82-84 |
| 520i   | 1982-87   | M20: 6-cyl radmotor SOHC | 1990 cm³      | 125-129 hk             | Bränsleinsprutning |                     |
| 525i   | 1982-87   | M30: 6-cyl radmotor SOHC | 2494 cm³      | 150 hk                 | Bränsleinsprutning |                     |
| 528i   | 1982-87   | M30: 6-cyl radmotor SOHC | 2788 cm³      | 184 hk                 | Bränsleinsprutning |                     |
| 524td  | 1984-87   | M21: 6-cyl radmotor SOHC | 2443 cm³      | 115 hk                 | Turbodiesel        |                     |
| 525e   | 1984-85   | M20: 6-cyl radmotor SOHC | 2693 cm³      | 122-125 hk             | Bränsleinsprutning |                     |
| 525e   | 1986-87   | M20: 6-cyl radmotor SOHC | 2693 cm³      | 122-129 hk             | Bränsleinsprutning | Katalysator         |
| 535i   | 1986-87   | M30: 6-cyl radmotor SOHC | 3430 cm³      | 218 hk(Sverige 204 hk) | Bränsleinsprutning |                     |
| 535i   | 1986-87   | M30: 6-cyl radmotor SOHC | 3430 cm³      | 192 hk                 | Bränsleinsprutning | Katalysator         |
| M535i  | 1985-87   | M30: 6-cyl radmotor SOHC | 3430 cm³      | 218 hk(Sverige 204 hk) | Bränsleinsprutning |                     |
| M5     | 1986-87   | M88: 6-cyl radmotor DOHC | 3453 cm³      | 286 hk                 | Bränsleinsprutning |                     |
| 520i   | 1987      | M20: 6-cyl radmotor SOHC | 1990 cm³      | 129 hk                 | Bränsleinsprutning | Katalysator         |
| 524d   | 1987      | M21: 6-cyl radmotor SOHC | 2443 cm³      | 86 hk                  | Dieselmotor        |                     |